# Bobby Brown
Bobby Brown, nome artístico de Robert Barisford Brown, (Boston, 5 de fevereiro de 1969), é um cantor, compositor e dançarino americano. Após o sucesso no grupo pop New Edition, Brown começou a sua carreira a solo em 1987 e teve uma sequência de hits no Top 10 da Billboard Hot 100,  levando-o a ganhar um Grammy Award. Ele foi pioneiro do estilo musical new jack swing, uma fusão de hip hop e R&B. Brown é o ex-marido da cantora Whitney Houston e estrelou no reality show Being Bobby Brown.

## Biografia
Brown começou a sua carreira musical em 1978 como membro da boy band New Edition, sendo ele o integrante mais jovem do grupo. Os hits do grupo com Brown, incluiram "Candy Girl", "Cool It Now" e "Mr. Telephone Man". Brown separa-se da banda em 1986 para iniciar sua carreira a solo. Em 1987, lança seu primeiro álbum solo, King of Stage, que incluia o single "Girlfriend", que alcançou a primeira posição na parada no "chat" Billboard R&B.
Bobby Brown acabou popularizando o estilo musical new jack swing, estilo que gerou um grande público com seu álbum Don't Be Cruel e converteu a tendência dominante do R&B nos princípios dos anos 90.
Foi com o seu segundo álbum, Don't Be Cruel, que alcançou o super-estrelato, ingressando com cinco canções no top 10 da Billboard, "Don't Be Cruel" (8º), "Every Little Step" (3º), "Rock Wit' Cha" (7º), "My Prerogative" (1º, posteriormente feito um cover por Britney Spears em 2004) e "Roni" (3º). O álbum acabaria por ser certificado 8x platina (8 milhões unidades vendidas).
Em 1989, ele contribuiu com duas músicas (incluindo "On Our Own", que alcançou a segunda posição na Billboard Hot 100) para a trilha sonora de Ghostbusters 2, além de fazer uma participação especial no filme.
Em 1992, Brown casa-se com a cantora Whitney Houston, e no mesmo ano lança o seu novo álbum, Bobby. Este chegou á segunda posição no ''chat'' de álbuns da Billboard e produziu os hits singles "Humpin 'Around" e "Good Enough", além de "Get Away". O álbum foi certificado 1x platina (1 milhão de unidades vendidas). No entanto, ababou ficando muito abaixo no número de vendas de seu disco anterior. Em 1993, inicia-se uma larga trajetória de problemas legais e com as drogas.
Brown esperou até 1998 para lançar o seu próximo álbum de material original, Forever. O disco foi originalmente intitulado Bobby II. Havia esperanças de um retorno de Brown em 2002, quando participou no single "Thug Lovin '" do rapper Ja Rule, do seu terceiro álbum de estúdio The Last Temptation. Em 2006, Brown participou na canção "Beautiful", o terceiro single de Damian Marley do álbum Welcome to Jamrock.

## Prisão
Em 2002, foi detido por posse de maconha e direção perigosa.

## Discografia

### Álbuns de estúdio
| Ano  | Álbum           | Gravadora    | Certificação RIAA |
| ---- | --------------- | ------------ | ----------------- |
| 1986 | King of Stage   | MCA          | N/C               |
| 1988 | Don't Be Cruel  | MCA          | 7× Platina        |
| 1992 | Bobby           | MCA          | 2× Platina        |
| 1997 | Forever         | MCA          | N/C               |
| 2012 | The Masterpiece | Bronx Bridge | N/C               |

## Filmografia
| Ano  | Filme                             | Papel            |
| ---- | --------------------------------- | ---------------- |
| 1985 | Krush Groove                      | Ele mesmo        |
| 1989 | Ghostbusters II                   | Mayor's Doorman  |
| 1990 | Mother Goose Rock 'n' Rhyme       | Three Blind Mice |
| 1995 | Panther                           | Rose             |
| 1996 | A Thin Line Between Love and Hate | Tee              |
| 2001 | Two Can Play That Game            | Michael          |
| 2002 | Go for Broke                      | Jive             |
| 2003 | Gang of Roses                     | Left Eye Watkins |
| 2004 | Nora's Hair Salon                 | Bennie           |
| 2008 | Nora's Hair Salon 2: A Cut Above  | Old Man Butter   |